# Trolejbusy w Hartlepool
Trolejbusy w Hartlepool – zlikwidowany system trolejbusowy w mieście Hartlepool w Anglii, w Wielkiej Brytanii. Został otwarty 28 lutego 1924 r. i zamknięty 31 marca 1953 r. Łączył West Hartlepool z Hartlepool, połączone z czasem w jedno miasto.
Na tle pozostałych, nieistniejących już systemów trolejbusowych w Wielkiej Brytanii, system w Hartlepool był niewielki; istniały cztery linie, maksymalnie posiadano 31 trolejbusów. Do dziś nie zachował się żaden z nich.

## Historia
4 października 1923 r. jako pierwszą z linii tramwajowych w West Hartlepool zamknięto linię do Foggy Furze. Linię tę tymczasowo zastąpiono autobusami do momentu uruchomienia trolejbusów. Trolejbusy wyruszyły na ulice miasta kilka miesięcy później, 28 lutego 1924 r.
Linię tramwajową do Ward Jackson Park zastąpiono trolejbusami w listopadzie 1925 r. Konwersja linii tramwajowej z West Hartlepool do Hartlepool była bardziej skomplikowanym procesem, ponieważ Hartlepool Corporation otrzymała zezwolenie na eksploatację autobusów. Po długich negocjacjach Hartlepool przejęło część systemu tramwajowego leżącego na swoim terytorium i na mocy Hartlepool Corporation Trolley Vehicles Act 1926 otrzymała zezwolenie na eksploatację trolejbusów. Konwersja linii z West Hartlepool do Hartlepool na trolejbusy nastąpiła 22 lutego 1927 r.
25 marca 1927 r. trolejbusy zastąpiły tramwaje na linii do Seaton Carew, doprowadzając do całkowitej likwidacji systemu tramwajowego w Hartlepool i do osiągnięcia przez system trolejbusowy szczytu swojego rozwoju.
Operatorem systemu trolejbusowego była West Hartlepool Corporation. Linia międzymiastowa była jednak obsługiwana razem z przedsiębiorstwem z Hartlepool. Trolejbusy na tej trasie były wspólną własnością; każdy z przewoźników pokrywał połowę kosztów eksploatacji międzymiastowej trasy i miał prawo do połowy zysku.
Po II wojnie światowej West Hartlepool Corporation podjęła decyzję o zastąpieniu trolejbusów autobusami. W 1949 r. zamknięto linię do Seaton Carew. Wkrótce zamknięto także dwie pozostałe linie w West Hartlepool. 31 marca 1953 r. zlikwidowano linię międzymiastową.